# Messner Mountain Museum

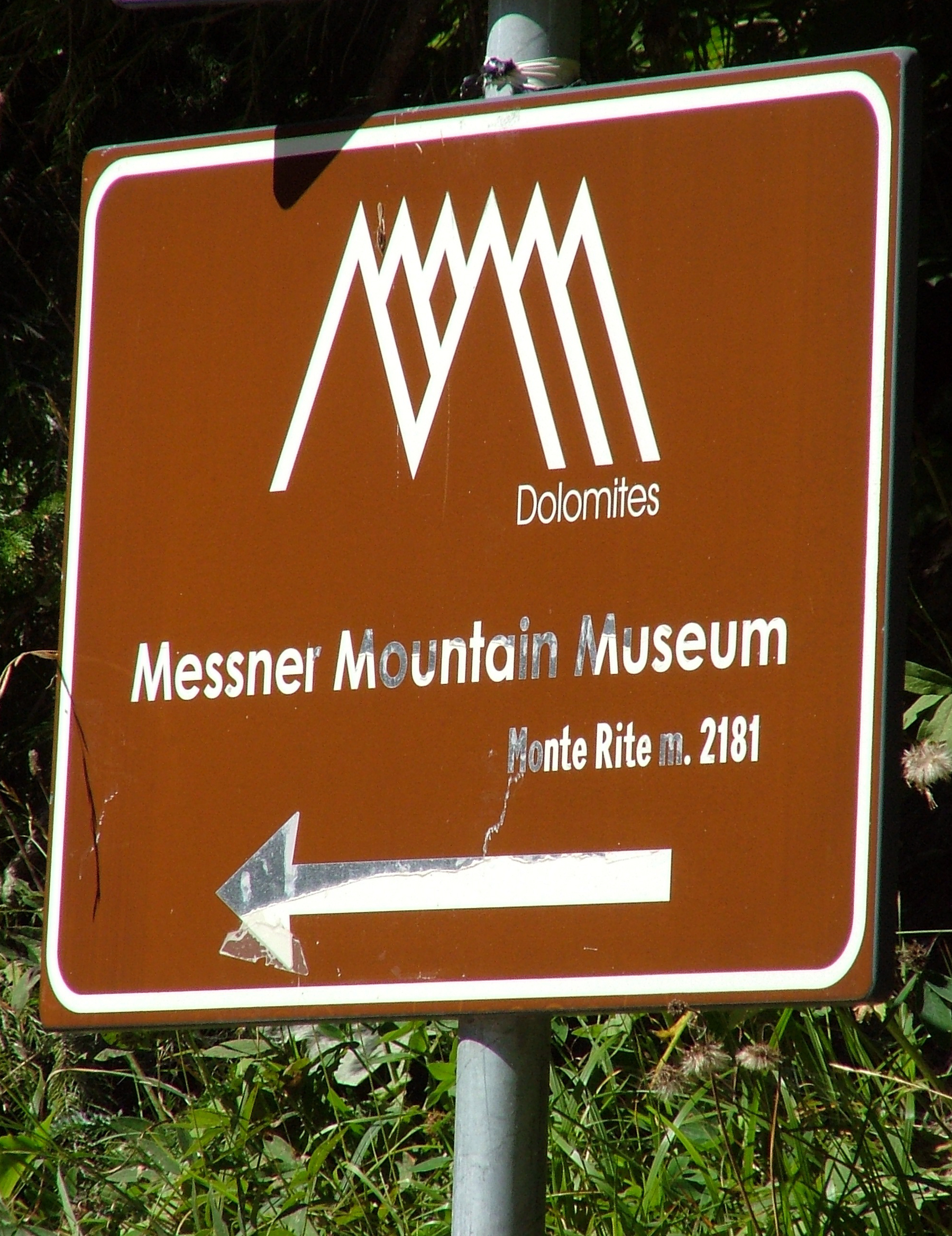
Wegweiser zum MMM Dolomites

Das Messner Mountain Museum (MMM) ist ein Museumsprojekt von Reinhold Messner in den italienischen Provinzen Bozen – Südtirol und Belluno. Sechs verschiedene Standorte bilden dabei ein Bergmuseum.
Aufgebaut ist das Projekt aus dem Zentrum MMM Firmian und den Satelliten MMM Juval, MMM Dolomites, MMM Ortles, MMM Ripa und MMM Corones. Von der zentralen Struktur ausgehend sind die Strecken zwischen Zentrum und Satelliten untereinander vernetzt und die Eindrücke am Weg zusätzlich Teil des Museums. Bis auf die jährlichen Eröffnungsfeiern in den einzelnen Objekten finden alle weiteren Veranstaltungen zentral in Firmian statt.

## Projekte

### Firmian

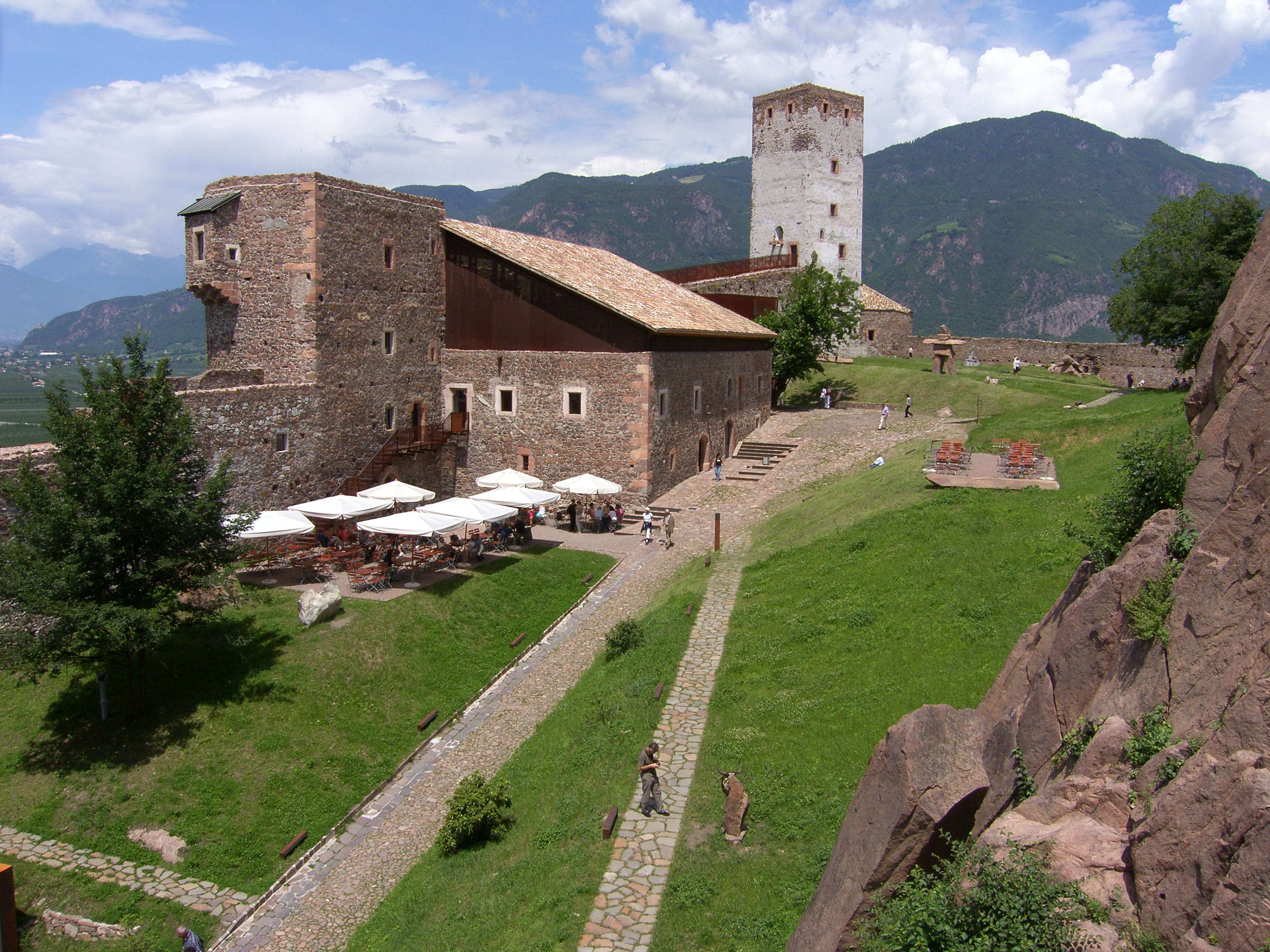
Messner Mountain Museum Firmian

In der spätmittelalterlichen Anlage des Schlosses Sigmundskron bei Bozen (Standort: ⊙) ist der Hauptsitz des Museumsprojekts. Hier befinden sich die Verwaltung und die Räumlichkeiten für Veranstaltungen. Dafür gibt es ein Felsentheater, das 200 Menschen Platz bietet. Am 11. Juni 2006 wurde das Museum nach dreijähriger Bauzeit, in der die nahezu verfallene Burg restauriert und umgebaut wurde, eröffnet.
Das Konzept von Firmian gilt der Burg, ihrer Sanierung und den Ausstellungen. Das Erscheinungsbild der Burg sollte durch die modernen Umbauten nicht gestört werden. Daher achtete der Architekt Werner Tscholl darauf, das historische Gemäuer in seiner Ursprünglichkeit zu bewahren. Beispielsweise sind von außen weder die neuen Glasdachkonstruktionen noch welche der verlegten Leitungen sichtbar.
Auf einer Fläche von 1100 Quadratmetern befindet sich das eigentliche MMM Firmian. Thema des MMM Firmian ist die Geschichte und Kunst des Bergsteigens. Messner will zeigen, „was der Berg mit dem Menschen macht“, sowie über den Berg und die Menschen in den Gebirgen aufklären. Dies zeigt er mit Hilfe von Bildern, Skulpturen und symbolischen Gegenständen sowie Erinnerungsstücken verschiedener Expeditionen, die auf einem Parcours durch das Schloss ausgestellt sind. Darüber hinaus zeigt Messner die Geschichte des Alpinismus und die Auswirkungen des Alpinismus und des Tourismus auf die Natur und die Umwelt. Im sogenannten Weißen Turm befindet sich eine separate Ausstellung zur Geschichte der Burg und der Region.
Zwischen Schlern und Texelgruppe draußen – Kunst, Installationen, Reliquien drinnen – gibt die großräumige Anlage einen Parcours vor. Die Wege, Treppen, Türme führen die Besucher aus der Tiefe der Gebirge, wo Entstehung und Ausbeutung der Berge nachvollziehbar werden, über die religiöse Bedeutung der Gipfel als Orientierungshilfe und Brücke zum Jenseits, bis zur Geschichte des Bergsteigens und zum alpinen Tourismus unserer Tage.

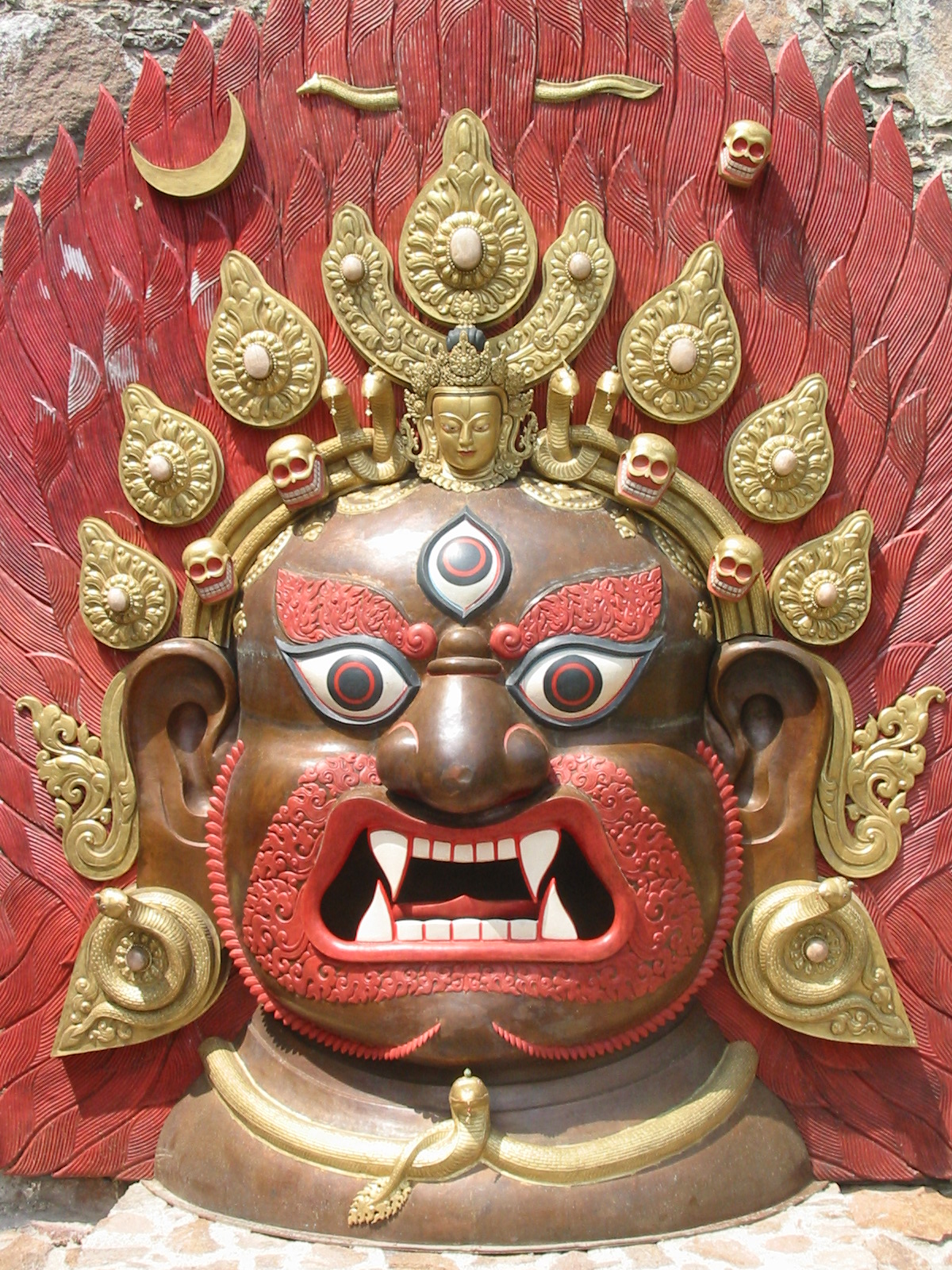
Monumentale Bhairava-Maske aus Nepal im MMM Firmian

Die religiöse Dimension des Gebirges und seiner Bewohner wird dem Besucher durch eine Vielzahl von Objekten aus asiatischen Kulturkreisen verdeutlicht, die in der Burganlage angebracht oder aufgestellt sind.
Das Museum Firmian „ist ein autoritäres Museum, das vorschreibt, wie es besichtigt werden möchte. Der Rundgang führt rund um den ‚heiligen Berg‘, vorbei an Vetrinen [sic!], Skulpturen, ausgestopften Tieren, symbolischen Gegenständen, Fotos und Bildern, Erinnerungen an zahlreiche Expeditionen in alle Welt. Die Burgruine und die schwarzen, in die Türme gesetzten Stahlkonstruktionen sind Bühnen. Die Umrundung des heiligen Berges nennt man in Tibet Kora und eben eine Kora hat Reinhold Messner mit seinem Museum schaffen wollen. Die zerfallene Kapelle auf dem Gipfel des Schlossberges ist tabu wie der Gipfel des Kailash in Tibet.“

### Juval

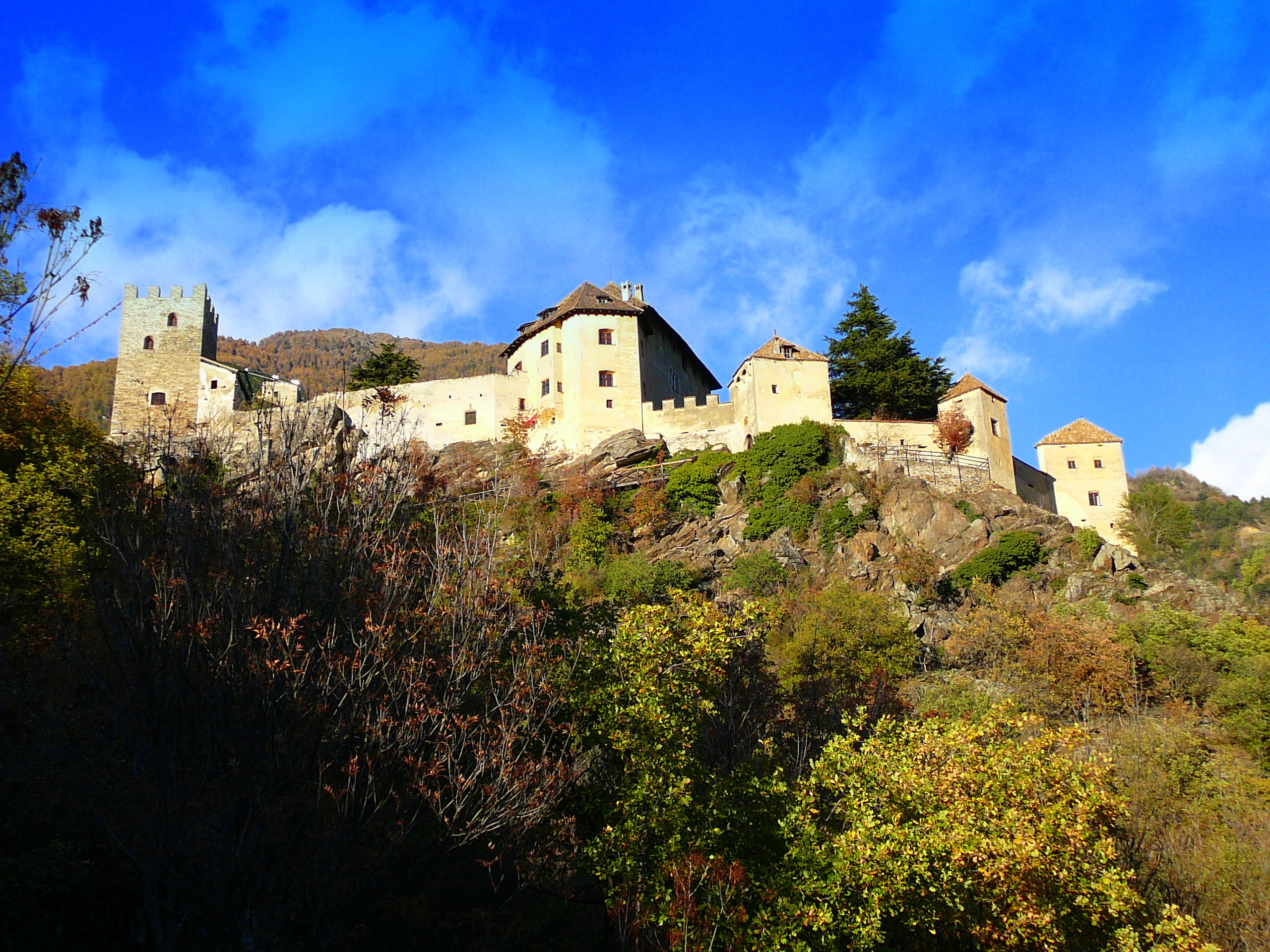
Schloss Juval

Auch dieser Teil des MMM ist mit Schloss Juval bei Naturns (Standort: ⊙) in einer spätmittelalterlichen Burganlage untergebracht und 1995 eingeweiht worden. Das Schloss befindet sich oberhalb der schmalen Schnalstal-Schlucht bei Naturns und wurde im Jahre 1278 von Hugo von Montalban erbaut. Seit 1983 ist es in Messners Privatbesitz und wurde von ihm im Sommer als Wohnsitz genutzt.
Das MMM befasst sich mit dem Mythos Berg. Dabei geht es hauptsächlich um die heiligen Berge der Welt, wie den Kailash, den Fujisan oder Ayers Rock. Daneben werden tibetische Ausstellungsstücke wie kostbare Buddha-Skulpturen und eine riesige Gebetsmühle gezeigt. Weiterhin gibt es eine Ausstellung über Gesar Ling, einen epischen tibetischen König, einen Tantraraum und einen Expeditionsraum im Keller. Zuletzt werden dem Betrachter eine Maskensammlung und Gegenstände aus ethnischen Religionen sowie Bergbilder im Bergfried dargeboten.

### Dolomites

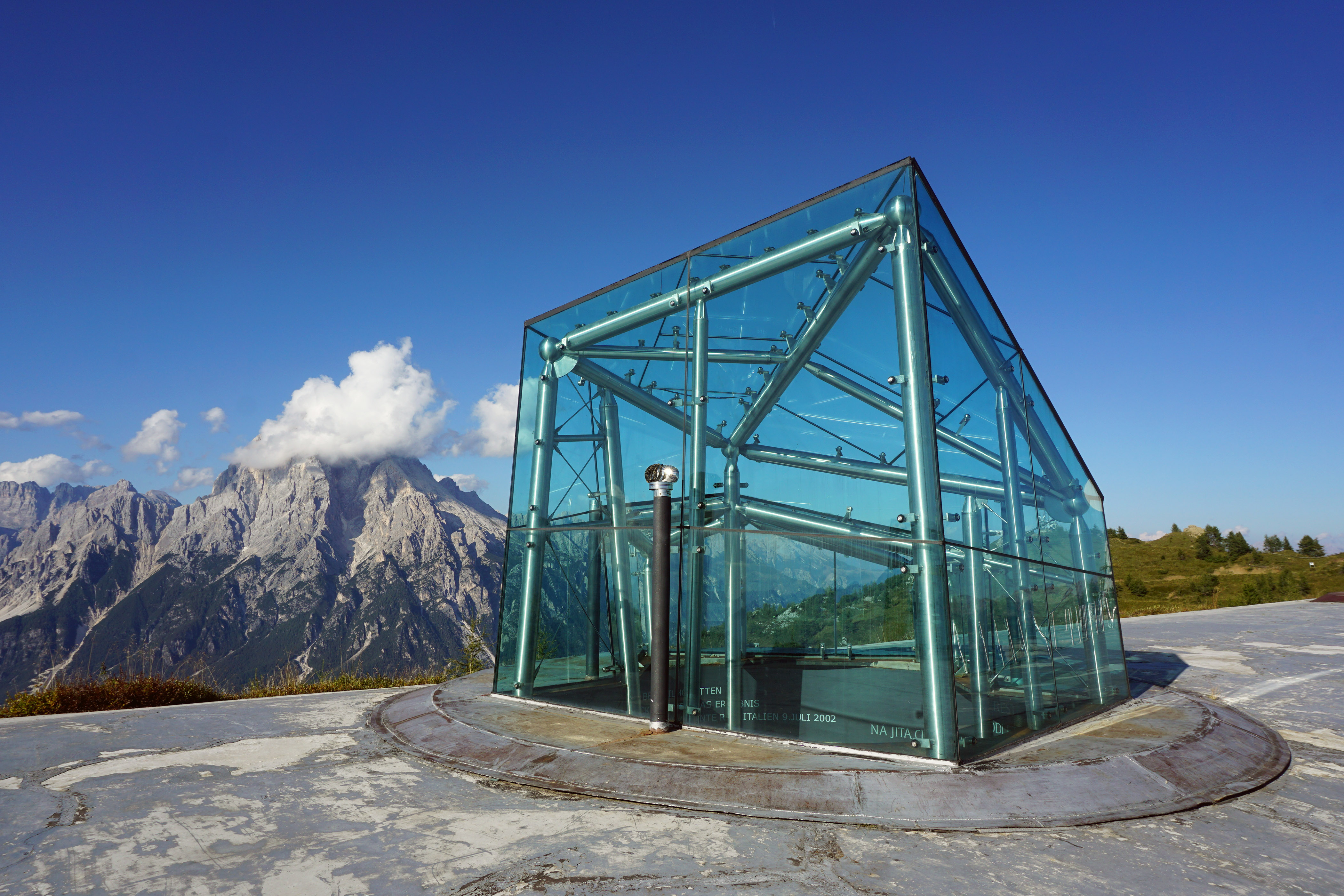
MMM Dolomites: Museum in den Wolken

Auf dem Monte Rite, in einem Fort aus dem Ersten Weltkrieg zwischen Valle del Boite und Val di Zoldo (Standort: ⊙), in einer Höhe von 2181 Metern befindet sich das MMM Dolomites. Dieses Museum in den Wolken wurde 2002 eröffnet und hat die vertikale Welt der Dolomiten zum Thema. Es wird die Erschließungsgeschichte der Dolomiten sowie ein Teil der Alpingeschichte und deren Protagonisten gezeigt.

### Ortles
Unterhalb des Ortlers in Sulden (Standort: ⊙) ist unterirdisch der vierte Teil des MMM angelegt. Seit der Eröffnung 2004 befindet sich auf einer Ausstellungsfläche von 300 Quadratmetern die Thematisierung von Ewigem Eis und Ortler mit Ausstellungen zu Skilauf, Eisklettern, Arktis sowie Antarktis. Dem Besucher ermöglicht sich ein Einblick in die Tiefen der Berge und eines Gletschers.
Ebenfalls in Sulden befindet sich die Ausstellungsfläche Alpine Curiosa in einer zwölf Quadratmeter kleinen, ehemaligen Bergsteigerhütte, Flohhäusl genannt (Standort: ⊙), in der die Darstellung von 13 legendären Bergsteigergeschichten (von Yogi Milarepa bis zu Messner selbst) eine andere Interpretation des Alpinismus ermöglicht und alpine Kuriositäten ausgestellt sind.

### Ripa
Der fünfte Teil des MMM wurde mit dem MMM Ripa (MMM Bergvölker) auf Schloss Bruneck über der Stadt Bruneck (Standort: ⊙) geschaffen und im Juli 2011 eröffnet. Es handelt sich um ein interaktives Museum, das verschiedenen Bergvölkern ein Forum zum Erfahrungsaustausch auch mit der örtlichen Bevölkerung bieten soll. Die Gäste aus verschiedenen Bergregionen sollen jeweils einen Sommer hier verbringen und aus ihrem Leben berichten. Dabei wird von Messner zum Beispiel an Sherpa, Indios, Tibeter, Mongolen oder Hunza gedacht.

### Corones

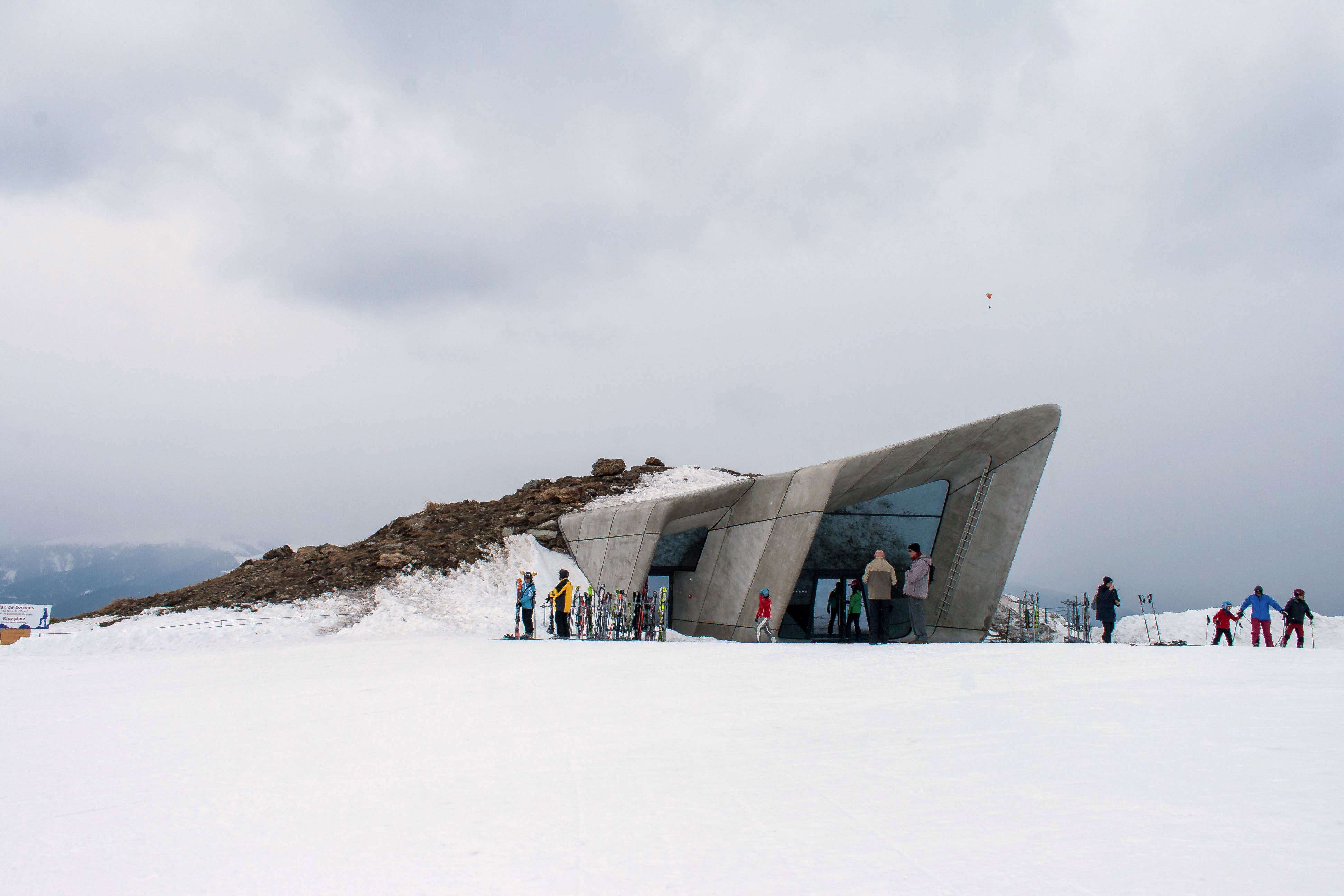
Das MMM Corones am Kronplatz

Der sechste und letzte Teil des MMM wurde am 24. Juli 2015 auf dem Kronplatz (2275 m) im Gemeindegebiet von Enneberg seiner Bestimmung übergeben (Standort: ⊙). Die Gestaltung des Museums oblag der bekannten Architektin Zaha Hadid. In diesem Museum steht die Thematik 'Fels, Klettern und Bergsteigen' im Mittelpunkt. Weitere Museen werde es nicht geben, so Messner, der bei der Eröffnung des Museums das damit abgeschlossene MMM-Projekt gleichzeitig als seinen „15. Achttausender“ bezeichnete. Das MMM Corones liegt auf dem Gipfelplateau des Kronplatzes auf 2.275 Meter Seehöhe und zu den Highlights zählt laut Museumsverantwortlichen neben der Architektur von Zaha Hadid das imposante Bergpanorama.

### Roca
Ursprünglich war geplant, den siebten Teil des MMM auf dem Gipfelplateau des Helm (Monte Elmo) in der Nähe von Sexten (Südtirol) zu errichten. Die nicht mehr benötigte Bergstation der Gondelbahn wird dafür umgebaut. Die Eröffnung des Museums war laut Messner für den Herbst 2024 geplant; im Sommer 2024 wurde jedoch bekannt, dass die Pläne zur Eröffnung eines Museums auf dem Helm nicht mehr weiterverfolgt werden. Das Gebäude hätte ursprünglich abgebrochen und der Schutt über eine eigens zu errichtende Straße aufwändig ins Tal transportiert werden müssen.
Der Umbau soll trotz der Planänderung seitens MMM vollendet werden.

## Kosten und Finanzierung
Die Kosten für das Projekt werden auf bis zu 30 Millionen Euro geschätzt. Aufgeteilt wurden diese zwischen Messner und dem Land Südtirol. Letzteres finanzierte den Ausbau der alten Gemäuer, im Gegenzug dazu muss Messner seine Ausstellungen ohne Subventionen 30 Jahre lang aufrechterhalten. Die Restaurierung des ehemaligen Forts auf dem Monte Rite übernahm die Region Venetien gemeinsam mit der Gemeinde Pieve di Cadore. Für die Sanierung und Gestaltung von MMM Ripa wurden Kosten zwischen drei und vier Millionen Euro veranschlagt, die zu 80 % vom Land Südtirol übernommen wurden, um der Gemeinde Bruneck finanzielle Hilfestellung zu geben.

## Kritik und Würdigung
Das Projekt ist nicht unumstritten. Messner wurde vorgeworfen, sich selbst ein „Messner-Mausoleum“ zu schaffen. Des Weiteren wurde das MMM als „Disneyland“ bezeichnet, das die Südtiroler Kultur zerstöre. Besondere Opposition kam vom Medienhaus Athesia, dessen weitgehendes Meinungsmonopol Messner häufig kritisiert hatte. Auch der Bozner Gemeinderat und Vorsitzende des örtlichen Heimatschutzvereins Helmut Rizzolli versuchte das Projekt zu verhindern. Eine günstigere Einschätzung kam hingegen zum Schluss: „Ihnen [den MMMs] kommt innerhalb des [Südtiroler] Museumspanoramas eine Sonderrolle zu. Weitgehend aus Beständen der Bergsteigerlegende Reinhold Messner bestückt, punkten die Inszenierungen vor allem mit den herausragenden Positionierungen auf Burgen und exponierten Orten. Sie verhandeln mit dem Thema des Bergsteigens bzw. der Berggeschichte auch historische Thematiken und können daher auch als Geschichtsdarstellungen aufgefasst werden. Als Publikumsmagnete, wesentlich begünstigt durch den Status ihres charismatischen Schöpfers, werden die MMMs auch in der internationalen Wahrnehmung zuvorderst mit dem Thema ‚Museen in Südtirol‘ assoziiert, wenn nicht gar identifiziert.“